# (34420) Peterpau
(34420) Peterpau est un astéroïde de la ceinture principale.

## Description
(34420) Peterpau est un astéroïde de la ceinture principale. Il fut découvert le 23 septembre 2000 à l'observatoire Desert Beaver par William Kwong Yu Yeung. Il présente une orbite caractérisée par un demi-grand axe de 3,13 UA, une excentricité de 0,16 et une inclinaison de 5,7° par rapport à l'écliptique.

## Compléments